# Mistrovství světa ve fotbale žen do 20 let 2010
Mistrovství světa ve fotbale žen do 20 let 2010 bylo pátým ročníkem tohoto turnaje. Závěrečný turnaj, kam se ženské fotbalové národní týmy probojovaly z kvalifikace, se konal v období od 13. července do 1. srpna 2010 v Německu. Závěrečného turnaje se zúčastnilo 16 týmů.

## Kvalifikované týmy
| Konfederace                                   | Kvalifikační turnaj                                     | Kvalifikováni                      |
| --------------------------------------------- | ------------------------------------------------------- | ---------------------------------- |
| AFC (Asie)                                    | Mistrovství Asie ve fotbale žen do 19 let 2009          | Severní Korea Jižní Korea Japonsko |
| CAF (Afrika)                                  | Mistrovství Afriky ve fotbale žen do 20 let 2010        | Ghana Nigérie                      |
| CONCACAF (Severní, Střední Amerika a Karibik) | Mistrovství ve fotbale zemí CONCACAF do 20 let žen 2010 | USA Mexiko Kostarika               |
| CONMEBOL (Jižní Amerika)                      | Mistrovství Jižní Ameriky ve fotbale žen do 20 let 2010 | Kolumbie Brazílie                  |
| OFC (Oceánie)                                 | Mistrovství Oceánie ve fotbale žen do 20 let 2010       | Nový Zéland                        |
| UEFA (Evropa)                                 | Mistrovství Evropy žen do 19 let 2009                   | Anglie Švédsko Francie Švýcarsko   |
| Hostitel                                      | Hostitel                                                | Německo                            |

## Základní skupiny

### Skupina A
| Tým       | Záp | V | R | P | GV | GO | GR | Body |
| --------- | --- | - | - | - | -- | -- | -- | ---- |
| Německo   | 3   | 3 | 0 | 0 | 11 | 4  | +7 | 9    |
| Kolumbie  | 3   | 1 | 1 | 1 | 5  | 4  | +1 | 4    |
| Francie   | 3   | 1 | 1 | 1 | 4  | 5  | −1 | 4    |
| Kostarika | 3   | 0 | 0 | 3 | 2  | 9  | −7 | 0    |

| 13. července 2010 11.30                                             |        |                                                           |                                                                        |
| Německo                                                             | 4:2    | Kostarika                                                 | Ruhrstadion, Bochum diváci: 23 995 rozhodčí: Hong Eun-Ah (Jižní Korea) |
| Svenja Huthová 2' Alexandra Poppová 16', 53' Marina Hegeringová 57' | Report | Carolina Venegasová 45+1' Katherine Alvaradová 72' (pen.) | Ruhrstadion, Bochum diváci: 23 995 rozhodčí: Hong Eun-Ah (Jižní Korea) |

| 13. července 2010 14.30 |        |                       |                                                                       |
| Kolumbie                | 1:1    | Francie               | Ruhrstadion, Bochum diváci: 2 500 rozhodčí: Ecuko Fukanová (Japonsko) |
| Andradeová 86'          | Report | Marina Makanzaová 16' | Ruhrstadion, Bochum diváci: 2 500 rozhodčí: Ecuko Fukanová (Japonsko) |

| 16. července 2010 15.00 |        |                            |                                                                     |
| Kostarika               | 0:2    | Francie                    | Ruhrstadion, Bochum diváci: 15 545 rozhodčí: Dagmar Damková (Česko) |
|                         | Report | Marina Makanzaová 67' (83) | Ruhrstadion, Bochum diváci: 15 545 rozhodčí: Dagmar Damková (Česko) |

| 16. července 2010 15.00                                           |        |                      |                                                                             |
| Německo                                                           | 3:1    | Kolumbie             | Ruhrstadion, Bochum diváci: 15 545 rozhodčí: Carol Anne Chenardová (Kanada) |
| Alexandra Poppová 21' Sylvia Arnoldová 50' Marina Hegeringová 55' | Report | Melissa Ortizová 82' | Ruhrstadion, Bochum diváci: 15 545 rozhodčí: Carol Anne Chenardová (Kanada) |

| 20. července 2010 11.30 |        |                                                           |                                                                              |
| Francie                 | 1:4    | Německo                                                   | Impuls Arena, Augsburg diváci: 26 273 rozhodčí: Alexandra Ihringová (Anglie) |
| Pauline Crammerová 48'  | Report | Alexandra Poppová 10', 35', 60' Dzsenifer Marozsanová 73' | Impuls Arena, Augsburg diváci: 26 273 rozhodčí: Alexandra Ihringová (Anglie) |

| 20. července 2010 11.30 |        |                                                          |                                                                                          |
| Kostarika               | 0:3    | Kolumbie                                                 | Rudolf-Harbig-Stadion, Dresden diváci: 12 863 rozhodčí: Cristina Dorciomanová (Rumunsko) |
|                         | Report | Daniela Montoyová 24', 40' Yorely Rinconová 90+3' (pen.) | Rudolf-Harbig-Stadion, Dresden diváci: 12 863 rozhodčí: Cristina Dorciomanová (Rumunsko) |

### Skupina B
| Tým           | Záp | V | R | P | GV | GO | GR | Body |
| ------------- | --- | - | - | - | -- | -- | -- | ---- |
| Švédsko       | 3   | 2 | 1 | 0 | 6  | 4  | +2 | 7    |
| Severní Korea | 3   | 2 | 0 | 1 | 5  | 4  | +1 | 6    |
| Brazílie      | 3   | 1 | 1 | 1 | 5  | 3  | +2 | 4    |
| Nový Zéland   | 3   | 0 | 0 | 3 | 3  | 8  | −5 | 0    |

| 13. července 2010 11.30 |        |                |                                                                                  |
| Brazílie                | 0:1    | Severní Korea  | Bielefelder Alm, Bielefeld diváci: 10 065 rozhodčí: Alexandra Ihringová (Anglie) |
|                         | Report | Ho Un-Byol 69' | Bielefelder Alm, Bielefeld diváci: 10 065 rozhodčí: Alexandra Ihringová (Anglie) |

| 13. července 2010 14.30       |        |                         |                                                                                    |
| Švédsko                       | 2:1    | Nový Zéland             | Bielefelder Alm, Bielefeld diváci: 10 065 rozhodčí: Carol Anne Chenardová (Kanada) |
| Antonia Görransonová 56', 67' | Report | Hannah Wilkinsonová 33' | Bielefelder Alm, Bielefeld diváci: 10 065 rozhodčí: Carol Anne Chenardová (Kanada) |

| 16. července 2010 15.00 |        |                          |                                                                        |
| Brazílie                | 1:1    | Švédsko                  | Bielefelder Alm, Bielefeld diváci: 6 630 rozhodčí: Hong Eun-Ah (Korea) |
| Rafaelle 53' (pen.)     | Report | Antonia Göranssonová 36' | Bielefelder Alm, Bielefeld diváci: 6 630 rozhodčí: Hong Eun-Ah (Korea) |

| 16. července 2010 18.00                 |        |                            |                                                                           |
| Severní Korea                           | 2:1    | Nový Zéland                | Bielefelder Alm, Bielefeld diváci: 6 630 rozhodčí: Mercy Tagoeová (Ghana) |
| Yun Hyon-Hi 12' Kim Un-Hyang 65' (pen.) | Report | Bridgette Armstrongová 90' | Bielefelder Alm, Bielefeld diváci: 6 630 rozhodčí: Mercy Tagoeová (Ghana) |

| 20. července 2010 14.30 |        |                                                                                 |                                                                                 |
| Nový Zéland             | 1:4    | Brazílie                                                                        | Rudolf-Harbig-Stadion, Drážďany diváci: 12 863 rozhodčí: Dagmar Damková (Česko) |
| Rosie Whiteová 89'      | Report | Ludmila Barbosa da Silvaová 25' Leah Fortuneová 59' Débora Olivieraová 87', 90' | Rudolf-Harbig-Stadion, Drážďany diváci: 12 863 rozhodčí: Dagmar Damková (Česko) |

| 20. července 2010 14.30             |        |                                                                          |                                                                                |
| Severní Korea                       | 2:3    | Švédsko                                                                  | Impuls Arena, Augsburg diváci: 26 273 rozhodčí: Carol Anne Chenardová (Kanada) |
| Kim Myong-Gum 26' Jon Myong-Hwa 62' | Report | Sofia Jakobssonová 43' Antonia Göranssonová 52' Hyon Un-Hui 75' (vlast.) | Impuls Arena, Augsburg diváci: 26 273 rozhodčí: Carol Anne Chenardová (Kanada) |

### Skupina C
| Tým      | Záp | V | R | P | GV | GO | GR | Body |
| -------- | --- | - | - | - | -- | -- | -- | ---- |
| Mexiko   | 3   | 1 | 2 | 0 | 5  | 4  | +1 | 5    |
| Nigérie  | 3   | 1 | 2 | 0 | 4  | 3  | +1 | 5    |
| Japonsko | 3   | 1 | 1 | 1 | 7  | 6  | +1 | 4    |
| Anglie   | 3   | 0 | 1 | 2 | 2  | 5  | −3 | 1    |

| 14. července 2010 11:30 |        |         |                                                                         |
| Anglie                  | 1:1    | Nigérie | Impuls Arena, Augsburg diváci: 2 400 rozhodčí: Jenny Palmqvist (Sweden) |
|                         | Report |         | Impuls Arena, Augsburg diváci: 2 400 rozhodčí: Jenny Palmqvist (Sweden) |

| 14. července 2010 14:30 |        |          |                                                                            |
| Mexiko                  | 3:3    | Japonsko | Impuls Arena, Augsburg diváci: 2 400 rozhodčí: Bibiana Steinhaus (Germany) |
|                         | Report |          | Impuls Arena, Augsburg diváci: 2 400 rozhodčí: Bibiana Steinhaus (Germany) |

| 17. července 2010 15:00 |        |          |                                                                             |
| Nigérie                 | 2:1    | Japonsko | Impuls Arena, Augsburg diváci: 3 100 rozhodčí: Cristina Dorcioman (Romania) |
|                         | Report |          | Impuls Arena, Augsburg diváci: 3 100 rozhodčí: Cristina Dorcioman (Romania) |

| 17. července 2010 18:00 |        |        |                                                                    |
| Anglie                  | 0:1    | Mexiko | Impuls Arena, Augsburg diváci: 3 100 rozhodčí: Silvia Reyes (Peru) |
|                         | Report |        | Impuls Arena, Augsburg diváci: 3 100 rozhodčí: Silvia Reyes (Peru) |

| 21. července 2010 15:00 |        |        |                                                                        |
| Japonsko                | 3:1    | Anglie | Bielefelder Alm, Bielefeld diváci: 5 420 rozhodčí: Mercy Tagoe (Ghana) |
|                         | Report |        | Bielefelder Alm, Bielefeld diváci: 5 420 rozhodčí: Mercy Tagoe (Ghana) |

| 21. července 2010 15:00 |        |        |                                                                         |
| Nigérie                 | 1:1    | Mexiko | Ruhrstadion, Bochum diváci: 2 450 rozhodčí: Christina Pedersen (Norway) |
|                         | Report |        | Ruhrstadion, Bochum diváci: 2 450 rozhodčí: Christina Pedersen (Norway) |

### Skupina D
| Tým         | Záp | V | R | P | GV | GO | GR  | Body |
| ----------- | --- | - | - | - | -- | -- | --- | ---- |
| USA         | 3   | 2 | 1 | 0 | 7  | 1  | +6  | 7    |
| Jižní Korea | 3   | 2 | 0 | 1 | 8  | 3  | +5  | 6    |
| Ghana       | 3   | 1 | 1 | 1 | 5  | 5  | 0   | 4    |
| Švýcarsko   | 3   | 0 | 0 | 3 | 0  | 11 | −11 | 0    |

| 14. července 2010 15:00 |        |             |                                                                            |
| Švýcarsko               | 0:4    | Jižní Korea | Rudolf-Harbig-Stadion, Dresden diváci: 9 430 rozhodčí: Silvia Reyes (Peru) |
|                         | Report |             | Rudolf-Harbig-Stadion, Dresden diváci: 9 430 rozhodčí: Silvia Reyes (Peru) |

| 14. července 2010 18:00 |        |       |                                                                                        |
| USA                     | 1:1    | Ghana | Rudolf-Harbig-Stadion, Dresden diváci: 9 430 rozhodčí: Dagmar Damkova (Czech Republic) |
|                         | Report |       | Rudolf-Harbig-Stadion, Dresden diváci: 9 430 rozhodčí: Dagmar Damkova (Czech Republic) |

| 17. července 2010 15:00 |        |             |                                                                                     |
| Ghana                   | 2:4    | Jižní Korea | Rudolf-Harbig-Stadion, Dresden diváci: 17 234 rozhodčí: Christina Pedersen (Norway) |
|                         | Report |             | Rudolf-Harbig-Stadion, Dresden diváci: 17 234 rozhodčí: Christina Pedersen (Norway) |

| 17. července 2010 18:00 |        |           |                                                                               |
| USA                     | 5:0    | Švýcarsko | Rudolf-Harbig-Stadion, Dresden diváci: 17 234 rozhodčí: Etsuko Fukano (Japan) |
|                         | Report |           | Rudolf-Harbig-Stadion, Dresden diváci: 17 234 rozhodčí: Etsuko Fukano (Japan) |

| 21. července 2010 18:00 |        |     |                                                                                |
| Jižní Korea             | 0:1    | USA | Bielefelder Alm, Bielefeld diváci: 5 420 rozhodčí: Bibiana Steinhaus (Germany) |
|                         | Report |     | Bielefelder Alm, Bielefeld diváci: 5 420 rozhodčí: Bibiana Steinhaus (Germany) |

| 21. července 2010 18:00 |        |           |                                                                          |
| Ghana                   | 2:0    | Švýcarsko | Ruhrstadion, Bochum diváci: 2 450 rozhodčí: Hong Eun-Ah (Korea Republic) |
|                         | Report |           | Ruhrstadion, Bochum diváci: 2 450 rozhodčí: Hong Eun-Ah (Korea Republic) |

## Play off

### Čtvrtfinále
| 24. července 2010 11:30 |        |          |                                                                                 |
| Švédsko                 | 0:2    | Kolumbie | Bielefelder Alm, Bielefeld diváci: 4 735 rozhodčí: Hong Eun-Ah (Korea Republic) |
|                         | Report |          | Bielefelder Alm, Bielefeld diváci: 4 735 rozhodčí: Hong Eun-Ah (Korea Republic) |

| 24. července 2010 18:00 |        |               |                                                                  |
| Německo                 | 2:0    | Severní Korea | Ruhrstadion, Bochum diváci: 16 946 rozhodčí: Silvia Reyes (Peru) |
|                         | Report |               | Ruhrstadion, Bochum diváci: 16 946 rozhodčí: Silvia Reyes (Peru) |

| 25. července 2010 11:30 |              |         |                                                                              |
| USA                     | 1:1 (prodl.) | Nigérie | Impuls Arena, Augsburg diváci: 7 135 rozhodčí: Alexandra Ihringova (England) |
|                         | Report       |         | Impuls Arena, Augsburg diváci: 7 135 rozhodčí: Alexandra Ihringova (England) |

|                                        |     | Penaltový rozstřel                          |  |
| Nairnová Pathmanová Mewisová Lerouxová | 2:4 | Jegedeová Ukaonuová Sundayová Oparanozieová |  |

| 25. července 2010 18:30 |        |             |                                                                                         |
| Mexiko                  | 1:3    | Jižní Korea | Rudolf-Harbig-Stadion, Dresden diváci: 21 146 rozhodčí: Dagmar Damkova (Czech Republic) |
|                         | Report |             | Rudolf-Harbig-Stadion, Dresden diváci: 21 146 rozhodčí: Dagmar Damkova (Czech Republic) |

### Semifinále
| 29. července 2010 15:30 |        |             |                                                                  |
| Německo                 | 5:1    | Jižní Korea | Ruhrstadion, Bochum diváci: 18 217 rozhodčí: Silvia Reyes (Peru) |
|                         | Report |             | Ruhrstadion, Bochum diváci: 18 217 rozhodčí: Silvia Reyes (Peru) |

| 29. července 2010 18:30 |        |         |                                                                                |
| Kolumbie                | 0:1    | Nigérie | Bielefelder Alm, Bielefeld diváci: 7 040 rozhodčí: Christina Pedersen (Norway) |
|                         | Report |         | Bielefelder Alm, Bielefeld diváci: 7 040 rozhodčí: Christina Pedersen (Norway) |

### O 3. místo
| 1. srpna 2010 12:00 |        |          |                                                                                 |
| Jižní Korea         | 1:0    | Kolumbie | Bielefelder Alm, Bielefeld diváci: 24 633 rozhodčí: Bibiana Steinhaus (Germany) |
|                     | Report |          | Bielefelder Alm, Bielefeld diváci: 24 633 rozhodčí: Bibiana Steinhaus (Germany) |

### Finále
| 1. srpna 2010 15:00 |        |         |                                                                                  |
| Německo             | 2:0    | Nigérie | Bielefelder Alm, Bielefeld diváci: 24 633 rozhodčí: Carole Anne Chenard (Canada) |
|                     | Report |         | Bielefelder Alm, Bielefeld diváci: 24 633 rozhodčí: Carole Anne Chenard (Canada) |